# SV Darmstadt 98
SV Darmstadt 98 er en sportsklub fra Darmstadt i Hessen. Klub blev grundlagt den 22. Maj 1898 som FC Olympia Darmstadt. I 1919 skiftede klubben navn til Rasen-Sportverein Olympia men samme år fusionerede de med Darmstädter Sport Club 1905 og fik navnet Sportverein Darmstadt 98. 
Klubben har ca 1,200 medlemmer som udover fodbold også har atletik, basketball og bordtennis.
I sæsonerne 1978/79 og 1981/82 spillede klubben i 1. Bundesliga. I 2011 vandt holdet Regionalliga Süd og rykkede op i 3. Liga. I sæsonen 14/15 spillede holdet i 2. Bundesliga. I 15/16 er de igen i 1. Bundesliga, rykket op to gange lige efter hinanden.